# تیغ‌پشت ژوژکی کوچک
تیغ‌پشت ژوژکی کوچک(نام علمی: Echinops telfairi) نام یک گونه از تیره تیغ‌پشت است.